# Uramya penai
Uramya penai är en tvåvingeart som beskrevs av Guimaraes 1980. Uramya penai ingår i släktet Uramya och familjen parasitflugor.
Artens utbredningsområde är Bolivia. Inga underarter finns listade i Catalogue of Life.